# No. 4 (альбом)
No. 4 (стилизовано № 4) — четвёртый студийный альбом американской рок-группы Stone Temple Pilots, релиз которого состоялся 26 октября 1999 года на лейбле Atlantic Records. По звучанию альбом схож с ранними работами группы.

## Музыкальный стиль
No. 4 демонстрирует преднамеренное усилие группы вернуться к более раннему звучанию, которое было на первых двух альбомах. AllMusic назвал альбом «самой тяжёлой работой» Stone Temple Pilots со времён Core, отметив, что «как будто STP решили напрямую конкурировать с новым поколением альт-металлических групп, которые ценят агрессию за крючки или риффы». Стивен Томас Эрлевайн также написал, что диск «объединяет все сильные стороны [STP]».

## Критика
Обозреватель AllMusic Стивен Томас Эрлевайн оценил альбом четырьмя из пяти звёзд, восхваляя треки «Down» и «Heaven & Hot Rods». Роб Бруннер из Entertainment Weekly оценил его как «C», назвав альбом «общим и набранным» и в основном «неинтересным и очевидным». Бруннер охарактеризовал трек «Down» как «суровый», «No Way Out» как «устаревший», а «Atlanta» как «претенциозный». Далее Бруннер назвал треки «Sex & Violence» и «Pruno» «едва оригинальными» и похожими на Дэвида Боуи, но также «хорошо продуманными». Тай Комер из CMJ New Music Report назвал альбом «мощным и сплоченным», порекомендовав прослушать треки «Heaven & Hot Rods», «Church on Tuesday», «Sour Girl» и «No Out Out». Лоррейн Али из Rolling Stones оценила альбом тремя звёздами из пяти, назвав песни «сильными поп-рок-произведениями, но без самосознания предыдущих усилий».

## Список композиций
| №                   | Название            | Автор(ы)                                | Длительность |
| ------------------- | ------------------- | --------------------------------------- | ------------ |
| 1.                  | «Down»              | Скотт Уайланд, Роберт Делео             | 3:49         |
| 2.                  | «Heaven & Hot Rods» | Уайланд, Дин ДиЛео                      | 3:26         |
| 3.                  | «Pruno»             | Уайланд, Р. Делео                       | 3:14         |
| 4.                  | «Church on Tuesday» | Уайланд, Д. Делео                       | 3:00         |
| 5.                  | «Sour Girl»         | Уайланд, Д. Делео                       | 4:17         |
| 6.                  | «No Way Out»        | Уайланд, Д. Делео, Р. Делео, Эрик Кретц | 4:19         |
| 7.                  | «Sex & Violence»    | Уайланд, Р. Делео                       | 2:54         |
| 8.                  | «Glide»             | Уайланд, Р. Делео                       | 5:00         |
| 9.                  | «I Got You»         | Уайланд, Р. Делео                       | 4:15         |
| 10.                 | «MC5»               | Уайланд, Д. Делео                       | 2:42         |
| 11.                 | «Atlanta»           | Уайланд, Д. Делео                       | 5:19         |
| Общая длительность: | Общая длительность: | Общая длительность:                     | 42:17        |

| №   | Название                   | Длительность |
| --- | -------------------------- | ------------ |
| 12. | «Down» (концертная запись) | 3:58         |

## Участники записи
- Скотт Уайланд — вокал, орган «Heaven & Hot Rods»
- Дин Делео — гитара, акустическая гитара «I Got You», lapsteel для «I Got You», шестиструнный бас для «I Got You»
- Роберт Делео — бас-гитара, перкуссия «Church in Tuesday» и «Sour Girl», гитара «Sex & Violence» и «Glide», бас-гитара «Glide», цитра на «Glide», электрогитара «I Got You»
- Эрик Кретц[англ.] — ударные, перкуссия на «No Way Out» и «Atlanta»

## Чарты и сертификации
Чарты

### Альбом
| Год  | Чарт                  | Высшая позиция |
| ---- | --------------------- | -------------- |
| 1999 | Billboard 200         | 6              |
| 1999 | Canadian Albums Chart | 3              |

### Синглы
| Год  | Сингл               | Mainstream Rock Tracks | Modern Rock Tracks | Adult Top 40 | Hot 100 | Top 40 Mainstream |
| ---- | ------------------- | ---------------------- | ------------------ | ------------ | ------- | ----------------- |
| 1999 | «Down»              | 5                      | 9                  |              | 107     |                   |
| 2000 | «Heaven & Hot Rods» | 17                     | 30                 |              |         |                   |
| 2000 | «No Way Out»        | 17                     | 24                 |              |         |                   |
| 2000 | «Sour Girl»         | 4                      | 3                  | 37           | 78      | 39                |

### Сертификации
| Регион                | Сертификация | Продажи    |
| --------------------- | ------------ | ---------- |
| Канада (Music Canada) | Платиновый   | 100,000^   |
| США (RIAA)            | Платиновый   | 1 000 000^ |